# Temple-Laguyon

Temple-Laguyon este o comună în departamentul Dordogne din sud-vestul Franței. În 2009 avea o populație de 44 de locuitori.

## Evoluția populației
| An        | 1975 | 1982 | 1990 | 1999 | 2006 | 2009 |
| --------- | ---- | ---- | ---- | ---- | ---- | ---- |
| Populație | 54   | 52   | 47   | 43   | 41   | 44   |